# فريدي غارسيا (لاعب كرة قدم غواتيمالي)
فريدي غارسيا (بالإسبانية: Fredy García)‏ هو لاعب كرة قدم غواتيمالي، ولد في 12 يناير 1977 في بويرتو باريوس في غواتيمالا. شارك مع منتخب غواتيمالا لكرة القدم. أما مع النوادي، فقد لعب مع كولومبوس كرو وميونيسيبال ونادي كوميونيكيشنس.

## وصلات خارجية
- فريدي غارسيا على موقع الاتحاد الدولي (مؤرشف)  (الإنجليزية)
- فريدي غارسيا على موقع الدوري الأمريكي (الإنجليزية)
- فريدي غارسيا على موقع قاعدة بيانات كرة القدم.إي يو (الإنجليزية)
- فريدي غارسيا على موقع ناشيونال فوتبول تيمز (الإنجليزية)
- فريدي غارسيا على موقع Soccerway.com (الإنجليزية)